# Rockville (Alabama)
Rockville è un census-designated place (CDP) degli Stati Uniti d'America situata nello stato dell'Alabama, nella contea di Clarke.